# Oscar Coulembier
Oscar Joseph Léon Coulembier (Saint-Hubert, 31 december 1905 – Ieper, 20 december 2014) was sinds 21 maart 2012 de oudste levende Belgische man.
Coulembier werd geboren op 31 december 1905 in Saint-Hubert in de provincie Luxemburg. Na de Eerste Wereldoorlog verhuisde hij naar, achtereenvolgens, Veurne en Ieper, waar hij een slijterij runde samen met zijn vrouw, Yvonne Decan. Het echtpaar kreeg samen vier kinderen. Yvonne overleed in 1987 op 80-jarige leeftijd. 
Hij verbleef, als de oudste nog levende man in de Benelux per 20 februari 2013, in een rusthuis in Ieper.
Coulembier overleed slechts 11 dagen vóór zijn 109e verjaardag na een kort ziekbed.